# Dorfkirche Görlsdorf (Vierlinden)
Die Dorfkirche Görlsdorf ist eine Feldsteinkirche im Vierlindener Ortsteil Görlsdorf im brandenburgischen Landkreis Märkisch-Oderland. Die denkmalgeschützte Kirche gehört zum Pfarrsprengel Neuentempel im Kirchenkreis Oderland-Spree der Evangelischen Kirche Berlin-Brandenburg-schlesische Oberlausitz und ist eine offene Kirche.
Görlsdorf, ursprünglich Gerlachsdorf, wurde von Mönchen des Augustiner-Chorherrenstiftes aus Naumburg am Bober in Schlesien gegründet. Sie waren, wie auch die Ritter des Templerordens im ersten Drittel des 13. Jahrhunderts, durch den schlesischen Herzog Heinrich I. (auch Heinrich der Bärtige) gerufen und mit Land beschenkt worden.
In einem Verzeichnis von 1250 werden alle vorhandenen Kirchengemeinden aufgezählt: für Görlsdorf stehen 63 Hufe Land mit Kirche und 4 Pfarrhufe zu Buche. Am Ende des 14. Jahrhunderts verkauften die Mönche ihren Besitz.
Die kunsthistorische Literatur datiert die Dorfkirche in das 14. Jahrhundert. Die Kirche ist ein massiver rechteckiger Feldsteinbau mit einem wuchtigen wehrhaften Querturm. Wurden die Steinquader zunächst noch regelmäßig vermauert, weisen die höheren Partien von Kirche und Turm eine unregelmäßige Vermauerung auf – die so genannte Zyklopenbauweise. An der Südseite ist ein bauzeitliches Tor zu sehen, das bis zur Mitte des 19. Jahrhunderts als Eingang diente. Die Fenster wurden 1854 baulich verändert, Reste der alten Fenster sind noch an der Ostseite erkennbar.
Die zwei Glocken aus den Jahren 1559 und 1577, von Sebastian Preger aus Frankfurt (Oder) gegossen, sind noch heute erhalten.
Kurz vor Kriegsende im April 1945 wurde die Kirche schwer beschädigt. Der Wiederaufbau erfolgte in den 1950er Jahren. Auffällig ist der hoch gewachsene Efeu am Turm.